# Merodon submetallicus
Merodon submetallicus är en tvåvingeart som beskrevs av Camillo Rondani 1857. Merodon submetallicus ingår i släktet narcissblomflugor, och familjen blomflugor.
Artens utbredningsområde är Italien. Inga underarter finns listade i Catalogue of Life.